# 默頓海峽
54°14′S 36°24′W / 54.233°S 36.400°W
默頓海峽（英語：Merton Passage），是南極洲的海峽，位於南喬治亞群島，處於露脊鯨岩和巴爾夫角之間的昆伯蘭灣入口處東部，由英國海外領土管轄。